# Bust a Nut
Bust a Nut es el cuarto álbum de estudio de la banda de rock estadounidense Tesla, publicado en 1994. Este sería su último trabajo discográfico bajo el sello Geffen Records antes de la separación de la banda. El álbum fue certificado como disco de oro por la RIAA el 16 de marzo de 1995.

## Lista de canciones
| N.º | Título               | Escritor(es)                 | Duración |  |
| 1.  | «The Gate / Invited» | Hannon, Keith, Skeoch, Wheat | 5:36     |  |
| 2.  | «Solution»           | Keith, Skeoch                | 3:55     |  |
| 3.  | «Shine Away»         | Hannon, Keith, Skeoch, Wheat | 6:42     |  |
| 4.  | «Try So Hard»        | Keith, Wheat                 | 5:43     |  |
| 5.  | «She Want She Want»  | Hannon, Keith                | 5:13     |  |
| 6.  | «Need Your Lovin'»   | Keith, Luccketta, Skeoch     | 4:18     |  |
| 7.  | «Action Talks»       | Keith, Skeoch                | 3:48     |  |
| 8.  | «Mama's Fool»        | Hannon, Keith                | 6:11     |  |
| 9.  | «Cry»                | Hannon, Keith, Wheat         | 4:58     |  |
| 10. | «Earthmover»         | Hannon, Keith                | 4:05     |  |
| 11. | «Alot To Lose»       | Hannon, Keith, Wheat         | 5:11     |  |
| 12. | «Rubberband»         | Hannon, Keith, Wheat         | 4:35     |  |
| 13. | «Wonderful World»    | Hannon, Keith, Skeoch        | 3:48     |  |
| 14. | «Games People Play»  | Joe South                    | 4:55     |  |

## Listas de éxitos

### Álbum
| Lista (1994)      | Posición |
| ----------------- | -------- |
| The Billboard 200 | 20       |

### Sencillos y canciones
| Año  | Sencillo         | Lista                  | Posición |
| ---- | ---------------- | ---------------------- | -------- |
| 1994 | Mama's Fool      | Mainstream Rock Tracks | 5        |
| 1995 | Need Your Lovin' | Mainstream Rock Tracks | 19       |
| 1995 | A Lot to Lose    | Mainstream Rock Tracks | 35       |

## Créditos
- Jeff Keith: voz
- Frank Hannon: guitarras, teclados
- Tommy Skeoch: guitarras
- Brian Wheat: bajo
- Troy Luccketta: batería